# Val-d'Izé
Val-d'Izé (en bretó Nant-Izeg, en gal·ló Val-d'Izæ) és un municipi francès, situat a la regió de Bretanya, al departament d'Ille i Vilaine. L'any 2006 tenia 2.287 habitants. Limita al nord-oest amb Dourdain, al nord amb Livré-sur-Changeon, al nord-est amb Mecé, a l'oest amb La Bouëxière, a l'est amb Taillis, al sud-oest amb Marpiré, al sud amb Champeaux i al sud-est amb Landavran.

## Demografia
| 1962                                       | 1968  | 1975  | 1982  | 1990  | 1999  |
| ------------------------------------------ | ----- | ----- | ----- | ----- | ----- |
| 1.609                                      | 1.631 | 1.575 | 1.740 | 1.811 | 2.082 |
| Des de 1962: població sense dobles comptes |       |       |       |       |       |

## Administració
| Període   | Identitat                      | Partit |
| --------- | ------------------------------ | ------ |
| 1887-1932 | Jacques Le Cardinal De Kernier |        |
| 1932-1934 | Pierre Poupard                 |        |
| 1934-1946 | Joseph Aubert                  |        |
| 1946-1963 | Jean Leduby                    |        |
| 1963-2001 | Jean Poirier                   | UDF    |
| 2001-     | Bruno Delva                    |        |

## Personatges il·lustres
- Yann Bouëssel du Bourg (1924-1996), nacionalista bretó
- Pierre Landais (1430-1485), tresorer i conseller de Francesc II de Bretanya